# راشاو
راشاو (به آلمانی: Raschau) یک منطقهٔ مسکونی در آلمان است که در Raschau-Markersbach واقع شده‌است. راشاو ۳٬۹۴۸ نفر جمعیت دارد.